# 木征
木征（？—1077年），又作瞎丁木征，宋朝赐名赵思忠，龛谷吐蕃大首领，唃厮啰之孙，瞎毡之子。
宋仁宗嘉祐三年（1058年），瞎毡卒，木征为河州刺史。由于其地位受到属下首领的威胁，被青唐族首领瞎药鸡罗及僧鹿遵邀请，从龛谷（今甘肃省榆中县）迁居河州（今甘肃省临夏市）。宋英宗治平三年（1066年）十二月，背叛宋朝投靠西夏。宋神宗熙宁五年（1072年），其辖地受宋朝秦州（今甘肃省天水市）吉林王韶袭击，于是率领河州吐蕃人与宋军作战。熙宁六年（1073年），宋朝攻打西夏，因力量悬殊，木征又投靠宋朝，熙宁七年（1074年）四月，与妻子、亲属等赴开封府朝觐。六月，获得赐名赵思忠。拜荣州团练使。其母寿安都君郢成结李姓，封遂宁郡太夫人，封其妻俞龙七为安定郡君（又作咸宁郡君）。后与妻俞龙七不睦，经宋神宗调解无效，分地而居，俞龙七至河州，木征回熙州。他向宋朝请求管勾熙河蕃部，俞龙七要求在安乡城置酒场，购买田地，都被拒绝。后到秦州，受封秦州钤辖。熙宁十年（1077年）五月，导宋军搞拿不肯归降的大首领隆吉卜，以功转任合州防御使。六月去世。追赐镇洮军留后。